# Marco Marangoni
Marco Marangoni (Rimini, 8 novembre 1979) è un ex cestista italiano.

## Carriera
Formato cestisticamente nel settore giovanile del Basket Rimini, debuttando in Serie A1 in occasione di un quarto di finale contro la Pallacanestro Varese. Pochi mesi più tardi esordisce in campo europeo con la partecipazione riminese alla Coppa Korać. Al termine della stagione 2000-2001 la squadra retrocede in Legadue e Marangoni rimane inizialmente in rosa, ottenendo nel frattempo una convocazione nella nazionale sperimentale del nuovo CT Recalcati.
Nel gennaio 2002 Marangoni passa in Serie B1 in prestito alla Dinamo Sassari, allenata dal suo vecchio coach Massimo Bernardi. Viene ceduto in prestito anche la stagione seguente, sempre in B1, questa volta ai Bears Mestre.
Nella stagione 2003-04 si divide tra la Virtus Imola in B1 e la Pallacanestro Titano in B2, rimanendo con il sodalizio sammarinese anche nell'intera annata successiva. Quindi una parentesi a Cento e tre anni trascorsi con la canotta della Stella Azzurra Roma, prima di terminare la carriera da giocatore a Pozzuoli in B2.